# ダークホース山出
ダークホース山出（ダークホースやまで、1976年〈昭和51年〉5月6日 - ）は、日本のお笑い芸人。本名、山出 雄大（やまで ゆうだい）。所属事務所はニュースタッフプロダクション。元お笑いコンビ「ダークホース」のメンバー。

## 経歴
東京都立竹早高等学校卒業。2001年に、ニュースタッフプロダクションに所属し、江原寅次郎とお笑いコンビ「ダークホース」を結成したが、2019年12月に解散した（相方の江原寅次郎は芸能界引退）。解散後は、ピン芸人「ダークホース山出」としてものまねタレントで活動している。

## 人物
趣味は巨人軍応援とバレーボール。無類のテレビっ子でドラマの第1回は観ているらしい。特技はものまね。将来の夢は、小説家。
有吉弘行や野球選手のものまねを得意とする。